# Феърфийлд (окръг, Кънектикът)
Вижте пояснителната страница за други значения на Феърфийлд.
Феърфийлд (на английски: Fairfield) е окръг в Югозападен Кънектикът, Съединени американски щати. Площта му е 2168 km², а населението е 944 177 души (2016). Както останалите окръзи в щата, окръг Феърфийлд няма собствена администрация и административен център.